# Недзельский, Юлиан Феликс
Юлиан Феликс Недзельский (18 апреля 1849 — 20 октября 1901) — польский и австрийский архитектор.

## Биография
Юлиан Недзельский родился в с. Стрышув (теперь Вадовицкий повят, Малопольское воеводство, Польша). В 1868 году закончил Краковский технический институт, позднее учился в Высшей технической школе Вены, в частности у Генриха Ферстеля. После обучения работал в проектном бюро Ферстеля, где участвовал в сооружении построек Венского университета. После смерти Ферстеля продолжил работу над его постройками. В 1886 году, совместно с Гансом Микшем, бывшим напарником из бюро Ферстеля, основал проектное товарищество, которое просуществовало до смерти Недзельского. В 1896 году поименован строительным советником Министерства внутренних дел, а в 1899 году старшим советником. Юлиан Недзельский много путешествовал, трижды побывал в Италии, изучал архитектурные памятники эпохи Ренессанса. Член жюри конкурсов на проект памятника Адаму Мицкевичу в Кракове, постройки Галицкой сберегательной кассы во Львове и городского театра в Кракове. За сооружение университета награждён орденом Франца Иосифа. Умер в Вене.

## Работы
- Первая награда на конкурсе проектов театра в Райхенберге (теперь Либерец, совместно с Гансом Микшем). Там же строение Сберегательной кассы, несколько домов и вилл.
- Первая награда на международном конкурсе санатория в Крынице (совместно з Яном Завейским).
- Проект реставрации Шоттенкирхе в Вене (1885). Проведен частично  — не реализован проект для фасадов.
- Первая награда конкурса проектов колоннады в Мариенбаде (тепер Марианске-Лазне, Чехия; реализовано до 1889, совместно с Гансом Микшем).
- Казино в городе Ауссиг (теперь Усти-над-Лабем, Чехия). Там же соорудил виллу, мавзолей и замок Вольфрума.
- Реставрация замка Любомирских в Хажевице.
- Зал торжественных событий в Зальцбурге.
- Реставрационные работы в венском Бурге.
- Проекты домов староств в Тироле и Верхней Австрии.
- Участие в проектировании дома суда в городе Пльзень (теперь Чехия).

Нереализованные
- Проект неоготической ратуши для Нового Сонча.
- Ратуша в Рейхенберге — II награда на конкурсе.
- Театр в Бельске — II награда на конкурсе.